# Domenico Colao

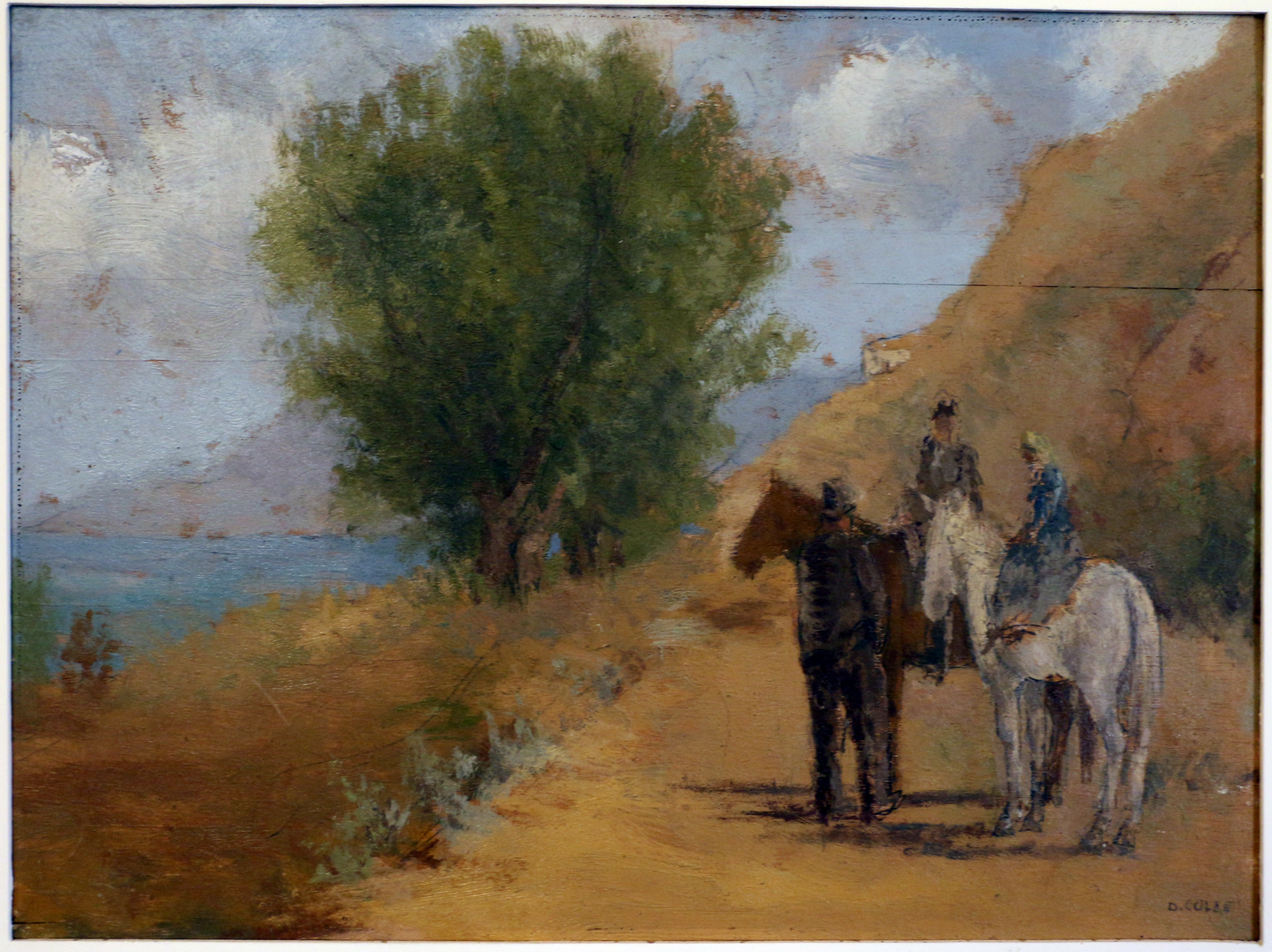
Marino, Galleria d'Arte Moderna, Genova

Domenico Colao (Monteleone Calabro, 21 ottobre 1881 – Roma, 13 dicembre 1943) è stato un pittore italiano.

## Biografia
Nato a Monteleone Calabro (oggi Vibo Valentia) nel 1881, il padre magistrato l'avrebbe voluto vedere seguire la strada della giurisprudenza. Ma nel 1903 si iscrisse all'accademia di Belle Arti dove fu allievo di Giovanni Fattori, che ebbe un'influenza decisiva sulla sua opera. Fu un frequentatore abituale del caffè "Giubbe rosse", non ancora ritrovo dei futuristi fiorentini.
Nel 1908, terminati gli studi artistici, giunse a Parigi, dove rimase fino al 1911, condividendo lo studio a Montmartre con Anselmo Bucci e Gino Severini. Tornato in Italia nel 1914, allestì a Fiuggi la prima mostra di pastelli, e, nello stesso anno, partecipò all'Esposizione Nazionale di Belle Arti di Milano.
Dopo vari soggiorni a Milano e a Firenze, si stabilì definitivamente a Roma, alloggiando, tra l'altro, a Villa Strohl Fern. Nel 1919, espose alla mostra collettiva del Circolo di via Margutta a Roma, e nel 1920 alla Permanente di Milano. Dal 1922 al 1927, si unì al "gruppo artistico calabrese", che, muovendo da una visione meno folclorica della rappresentazione, si richiamava ai valori spirituali del mondo calabrese, e che nel 1926-1927 ottenne significativi riconoscimenti dalla critica. Nel 1923 espose alla prima mostra internazionale di Monza, l'anno successivo alla III mostra calabrese d'arte moderna di Reggio Calabria, nel 1925 alla Casa d'arte Bragaglia, alla bottega di poesia di Milano.
L'anno dopo fu presente alla prima mostra del Novecento Italiano sotto l'egida di Margherita Sarfatti, alla XCII esposizione degli amatori e cultori di Roma assieme al "gruppo", e alla Biennale di Venezia. Il 1927 lo vide esporre all'internazionale di Monza, alla galleria dell'Esame di Milano, e alla mostra di arte marinara di Roma (dove sarà anche nel 1929), e nell'anno successivo all'"Exposición de arte Francés y del libro Alemán" di Madrid.
Nel 1929, partecipò alla seconda mostra del Novecento Italiano, e alla prima mostra del sindacato laziale degli artisti con dodici opere.
Nel 1930, fu la volta della sindacale di Firenze e della Biennale di Venezia, dove espose per altre edizioni fino al 1942, e dove nel 1940 gli fu dedicata una sala personale. Nel 1931, partecipò alla prima Quadriennale di Roma, fu alla galleria Pesaro di Milano, nel 1932 all'esposizione internazionale di Pittsburgh, e nel 1934 alle mostre del sindacato laziale.
Nel 1935 e 1938, fu ospitato alle Quadriennali di Roma, e l'anno successivo ricevette il premio per la pittura dell'accademia d'Italia.
Alla Quadriennale di Roma, Bottai acquistò il dipinto "Vecchio cavallo sulla spiaggia" per la Galleria d'arte moderna di Roma, mentre il governatore di Roma si aggiudicò "Ragazzi in vacanza".
Nel 1942, fu chiamato a realizzare l'affresco del salone centrale del museo delle arti e tradizioni popolari per l'Esposizione Universale di Roma. La sua ultima partecipazione alla Quadriennale di Roma avvenne nel 1943, anno della sua morte.
Ha sempre goduto di ampia considerazione critica e di mercato. I suoi lavori, infatti, sono presenti in molte collezioni importanti, e in istituzioni pubbliche, come le gallerie d'arte moderna di Roma, Genova, il museo di Cagliari, la galleria Ricci Oddi di Piacenza.
Tra i soggetti della sua pittura, e largamente presente la figura umana, tuttavia, il paesaggio avrà un ruolo di fondamentale importanza nella sua produzione artistica. Fu, infatti, pittore sensibile ai paesaggi calabresi, ma anche interprete dei" paesaggi familiari", come ricorda lo storico dell'arte Tonino Sicoli, e della quotidianità contadina. Distintosi non di meno come artista mondano - numerosi sono i ritratti di personalità dell'epoca - la sua pittura segnata dall'influsso dei macchiaioli toscani, seppe nutrirsi delle atmosfere dell'epoca ed esprimersi con sensibilità atemporale.